# 레지스터 윈도

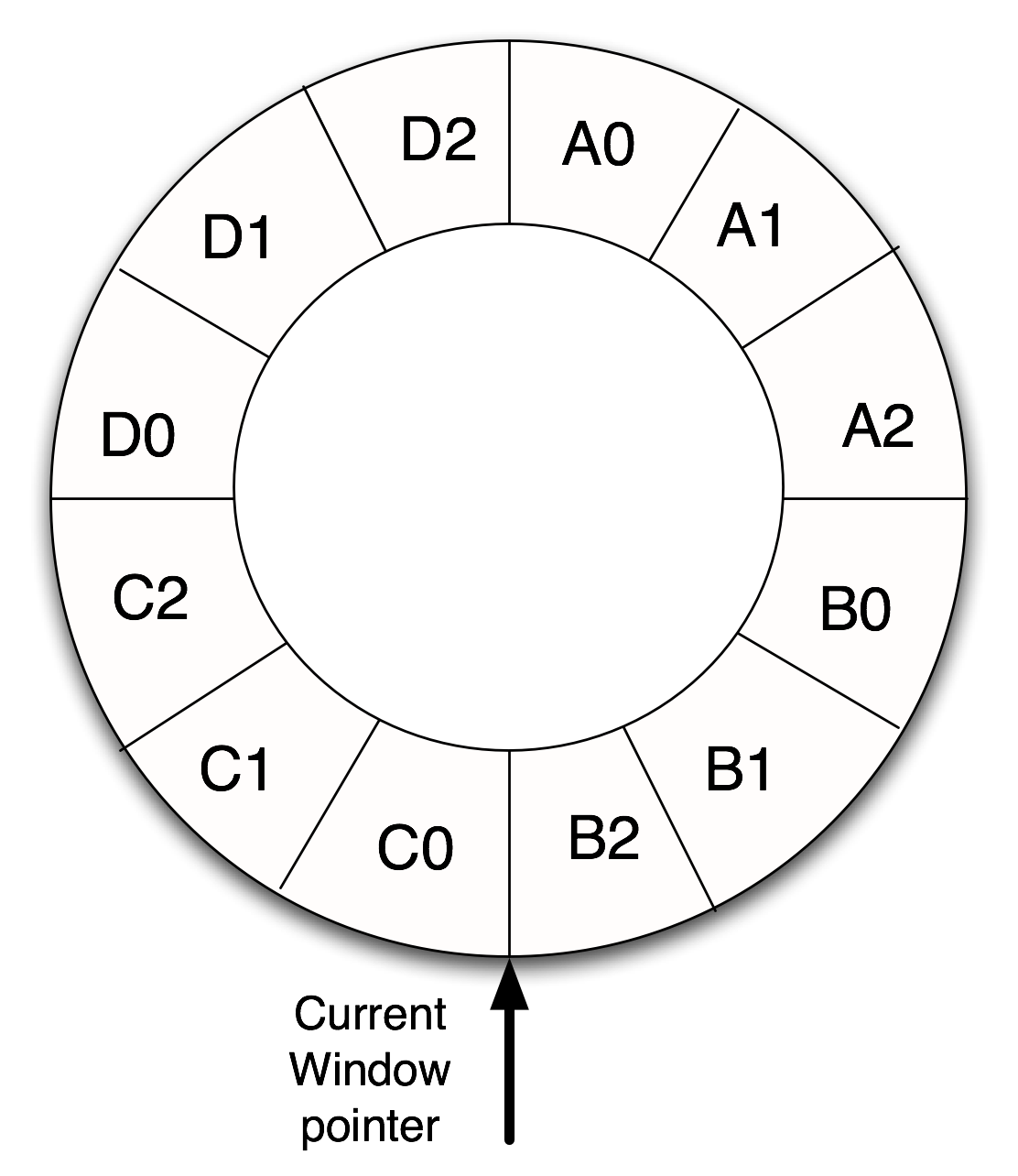
4개의 창 레지스터 창 시스템의 예

컴퓨터 공학에서 레지스터 윈도(Register window)는 내부 레지스터의 하위 집합을 고정된, 프로그래머에게 보이는 레지스터로 동적으로 별칭을 지정하여 서브루틴에 레지스터를 전용하는 기능이다. 레지스터 윈도는 함수 호출 및 반환에 필요한 스택 작업 수를 줄여 프로세서의 성능을 향상시키기 위해 구현된다. 버클리 RISC 설계에서 가장 영향력 있는 기능 중 하나인 이 기능은 나중에 AMD Am29000, 인텔 i960, 썬 마이크로시스템즈 SPARC, 인텔 아이태니엄과 같은 명령어 집합 구조에 구현되었다.

## 일반적인 작동
프로그램의 여러 부분에 대해 여러 세트의 레지스터가 제공된다. 레지스터는 여러 서브루틴이 프로세서 자원을 공유하도록 강제하기 위해 프로그래머에게 의도적으로 숨겨진다.
레지스터를 보이지 않게 만드는 것은 효율적으로 구현할 수 있다. CPU는 프로시저 호출 중 프로그램의 한 부분에서 다른 부분으로 이동하는 것을 인식한다. 이것은 소수의 명령어(프롤로그) 중 하나로 완료되며 비슷하게 작은 세트(에필로그) 중 하나로 끝난다. 버클리 설계에서 이러한 호출은 새로운 레지스터 세트가 그 시점에 "스왑 인"되거나 호출이 끝날 때 "죽음" (또는 "재사용 가능")으로 표시되도록 한다.

## CPU에서의 적용
버클리 RISC 설계에서는 총 64개의 레지스터 중 8개만 프로그램에 보인다. 완전한 레지스터 세트를 레지스터 파일이라고 하며, 특정 8개 세트를 윈도라고 한다. 파일은 최대 8개의 프로시저 호출이 자체 레지스터 세트를 가질 수 있도록 허용한다. 프로그램이 8개 이상의 호출 체인을 호출하지 않는 한 레지스터는 절대 스필될 필요가 없다. 즉, 레지스터 접근에 비해 느린 메인 메모리 또는 캐시로 저장할 필요가 없다.
이에 비해 썬 마이크로시스템즈 SPARC 아키텍처는 각 8개 레지스터 중 4개 세트에 대한 동시 가시성을 제공한다. 각 8개 레지스터 중 세 세트가 "윈도"되어 있다. 8개 레지스터(i0 ~ i7)는 현재 프로시저 레벨의 입력 레지스터를 형성한다. 8개 레지스터(L0 ~ L7)는 현재 프로시저 레벨에 로컬이며, 8개 레지스터(o0 ~ o7)는 현재 프로시저 레벨에서 다음에 호출되는 레벨로의 출력을 형성한다. 프로시저가 호출되면 레지스터 창이 16개 레지스터만큼 이동하여 이전 입력 레지스터와 이전 로컬 레지스터를 숨기고 이전 출력 레지스터를 새 입력 레지스터로 만든다.
공통 레지스터(이전 출력 레지스터 및 새 입력 레지스터)는 매개변수 전달에 사용된다. 마지막으로 8개 레지스터(g0 ~ g7)는 모든 프로시저 레벨에 전역적으로 보인다.
AMD 29000은 창 크기를 가변적으로 허용하여 설계를 개선했으며, 이는 호출에 8개 미만의 레지스터가 필요한 일반적인 경우에 활용도를 높이는 데 도움이 된다. 또한 레지스터를 64개의 전역 세트와 창을 위한 추가 128개로 분리했다. 마찬가지로 IA-64(아이태니엄) 아키텍처는 32개의 전역 레지스터와 창을 위한 96개의 레지스터로 가변 크기 창을 사용했다.
인피니언 C166 아키텍처에서는 대부분의 레지스터가 내부 RAM의 위치일 뿐이며 레지스터로 접근할 수 있는 추가 속성이 있다. 이 중 16개 범용 레지스터(R0-R15)의 주소는 고정되어 있지 않다. 대신 R0 레지스터는 "컨텍스트 포인터"(CP) 레지스터가 가리키는 주소에 위치하며, 나머지 15개 레지스터는 그 뒤를 순차적으로 따른다.
레지스터 창은 또한 쉬운 업그레이드 경로를 제공한다. 추가 레지스터는 프로그램에 보이지 않으므로 언제든지 추가 창을 추가할 수 있다. 예를 들어 객체 지향 프로그래밍을 사용하면 더 많은 "작은" 호출이 발생하며, 이는 창을 8개에서 16개로 늘리는 등으로 수용할 수 있다. 이는 SPARC에서 사용된 접근 방식이며, 새로운 세대의 아키텍처에 더 많은 레지스터 창을 포함했다. 최종 결과는 레지스터 창 오버플로가 덜 자주 발생하여 느린 레지스터 창 스필 및 채우기 작업이 줄어든다는 것이다.

## 비판
레지스터 창의 단점은 컨텍스트 스위치가 많은 수의 레지스터를 메모리에 저장해야 한다는 것이다. SPARC 구현은 레지스터 창을 항상 16개 레지스터씩 전진시키는데, 이는 이럴 때 저장된 레지스터 중 상당수가 유용한 데이터를 포함하지 않을 것임을 의미한다. 일부는 레지스터 창 구현으로 이어진 원래 연구가 프로그램을 격리하여 고려하고 멀티태스킹 워크로드를 무시했다고 비판했다.
레지스터 창만이 레지스터 성능을 개선하는 유일한 방법은 아니다. 스탠퍼드 대학교에서 MIPS를 설계하는 그룹은 버클리 연구를 보고 문제는 레지스터 부족이 아니라 기존 레지스터 활용 부족이라고 판단했다. 대신 컴파일러의 레지스터 할당에 더 많은 시간을 투자하여 MIPS에서 사용할 수 있는 더 큰 세트를 현명하게 사용하도록 했다. 이로 인해 칩의 복잡성이 줄어들고 총 레지스터 수가 절반으로 줄었으며, 단일 프로시저가 더 큰 보이는 레지스터 공간을 사용할 수 있는 경우 잠재적으로 더 높은 성능을 제공했다. 결국 최신 컴파일러를 사용하면 MIPS는 프로시저 호출 중에도 레지스터 공간을 더 잘 활용한다.